# Llac Jabbul
El llac Jabbul, també Sabkhat al-Jabbūl o Mamlahat al-Jabbūl (àrab: سبخة الجبول, sabḫat al-Jabbūl) és un gran llac salí, tradicionalment estacional, i les salines adjacents (sabkha), situat 30 km al sud-est d'Alep, Síria. És el llac natural més gran de Síria i el segon llac més gran després del llac artificial Assad. El 2009 el llac cobria uns 100 km² i era relativament estable. Les salines són extenses. La zona inclou la Reserva Natural de Sabkhat al-Jabbul, un lloc protegit per a aus aquàtiques.

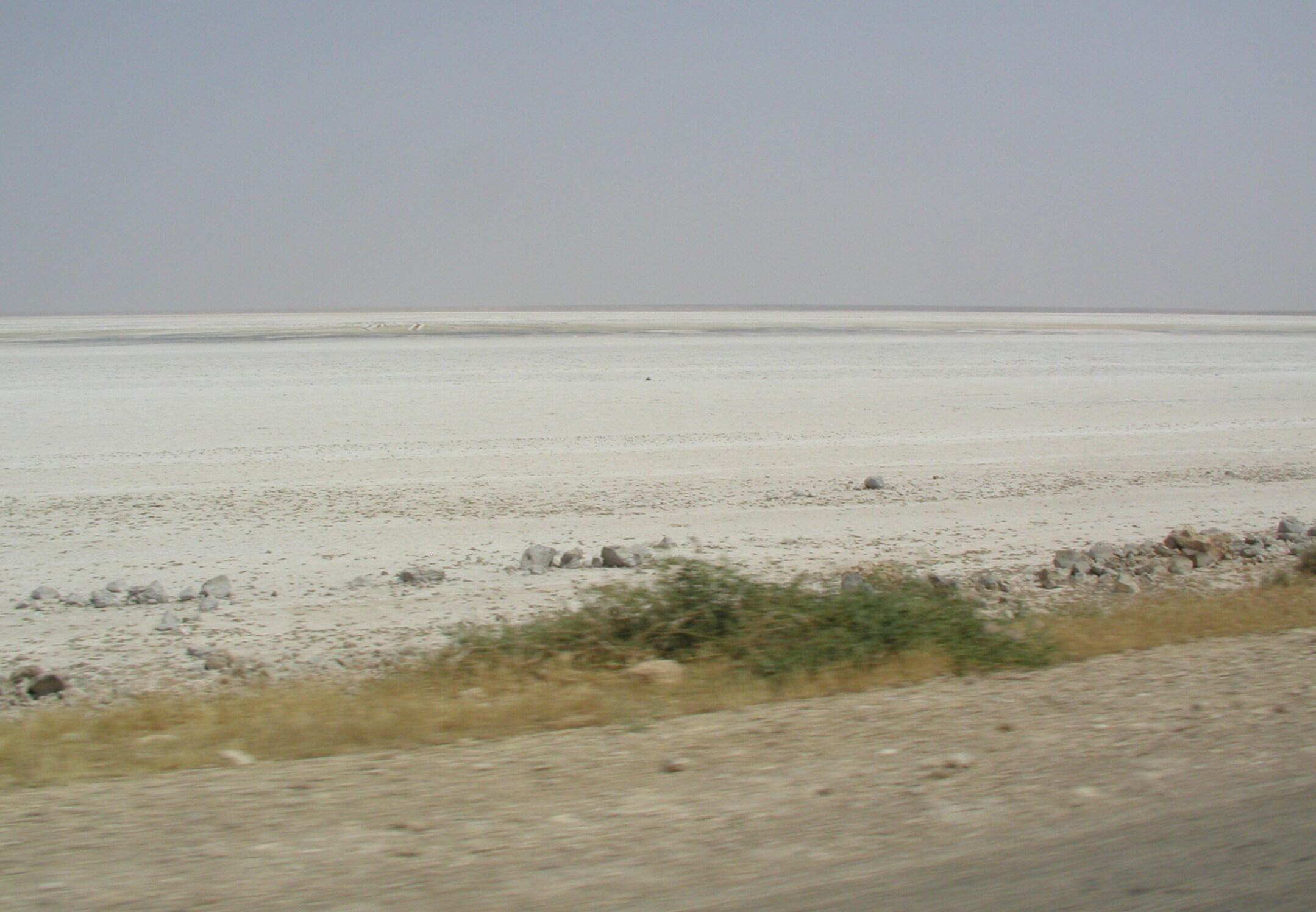
Concentració de cristalls sal a l'estiu.

Avui en dia el Sabkhat al-Jabbul existeix dins d'una conca estable, però durant el Plistocè la conca es va omplir, es va desbordar i va formar un afluent de l'Eufrates. El llac tradicionalment s'inundava a la primavera i retrocedia durant l'estiu i la tardor. No obstant això, a partir de 1988, els projectes de regadiu en terres adjacents van començar a abocar quantitats importants d'aigua parcialment salina a la conca, estabilitzant-ne així el nivell freàtic i creant un llac de 100 km².

## Flora
Més d'una cinquantena d'espècies de plantes halòfites creixen al llac Jabbul, a les seves costes i a les illes que hi ha al seu interior. És el nombre més gran d'espècies de qualsevol sabkha de Síria. La majoria d'aquestes espècies són herbàcies, i algunes són arbustives. Estudis preliminars han demostrat la presència d'una sèrie d'espècies no registrades dins de la flora siriana, com ara la Sarcocornia fruticosa, la Halopeplis perfoliata i la Aeluropus lagopoides, a més dels Tamarix macrocarpa a la riba del llac. Al voltant del llac creix la canya comuna.

## Ús dels recursos
Els usos primaris de la zona són el turisme, la caça d'aus aquàtiques, el pasturatge de bestiar a l'estepa circumdant i l'extracció de sal.[3] Al-Jubbul és la principal font de sal a Síria per sobre d'altres llocs com el llac Jairud, a la governació de Rif Dimashq, al nord-est de Damasc, i el llac Khatuniyah, a la governació d'Al-Hasakah, al nord-est d'Al-Hasakah, prop de la frontera iraquiana.